# Слобозія (Скіту-Дука, Ясси)
Слобозія (рум. Slobozia) — село у повіті Ясси в Румунії. Входить до складу комуни Скіту-Дука.
Село розташоване на відстані 311 км на північний схід від Бухареста, 22 км на південний схід від Ясс.

## Населення
За даними перепису населення 2002 року у селі проживали 449 осіб, усі — румуни. Усі жителі села рідною мовою назвали румунську.